# Acacia whibleyana
Acacia whibleyana é uma espécie de leguminosa do gênero Acacia, pertencente à família Fabaceae.